# Savannennachtschwalbe
Die Savannennachtschwalbe (Caprimulgus affinis) ist eine Vogelart aus der Familie der Nachtschwalben (Caprimulgidae).
Sie kommt in Malaysia, auf Sumatra, Borneo und Java bis Lombok, eventuell auch Sulawesi, in China, Vietnam, auf den Philippinen, den Kleinen Sundainseln, in Pakistan, Indien, Myanmar, Thailand, Kambodscha und Taiwan vor.
Ihr Verbreitungsgebiet umfasst buschbestande Hügel, offene baumbestandene Waldflächen und grasbewachsene Flächen.

## Beschreibung
Die Savannennachtschwalbe ist 20 bis 26 cm groß, das Männchen wiegt zwischen 54 und 86 g, das Weibchen zwischen 75 und 110 g.
Sie ist mittelgroß, hat kurze Flügel und einen kurzen Schwanz, der Kopf ist relativ groß.
Die Oberseite einschließlich der Oberflügel ist dunkelbraun bis grau mit weißlichen oder zimtfarbenen Sprenkeln. Die Kehle hat an der Seite große weiße Flecken.
Beim Männchen finden sich auf den vier Handschwingen deutliche weiße Punkte, die beim Weibchen gelbbraun sind.
Die beiden äußeren Steuerfedern sind beim Männchen weiß bis auf die Spitze.

## Stimme
Der Ruf des Männchens wird als lautes, wiederholtes chwip or chwiip beschrieben, hauptsächlich im Fliegen.

## Geografische Variation
Es werden folgende Unterarten unterschieden:
- C. a. affinis Horsfield, 1821, Nominatform – Malaysia, Sumatra, Borneo und Java bis Lombok, eventuell auch Sulawesi
- C. a. amoyensis E. C. S. Baker, 1931 – Südostchina und Nordvietnam
- C. a. griesatus Walden, 1875 – Philippinen (Luzon, Catanduanes, Mindoro, Sibuyan, Negros und Cebu)
- C. a. kasuidori Hachisuka, 1932 – Kleine Sundainseln
- C. a. mindanensis Mearns, 1905 – Mindanao, Südosten der Philippinen
- C. a. monticolus Franklin, 1831 – Franklin’s Nightjar – Nordosten Pakistans und Indien bis Myanmar und südlich bis Thailand und Kambodscha
- C. a. propinquus Riley, 1918 – Sulawesi
- C. a. stictomus [[Robert Swinhoe|Swinhoe]], 1863 – Taiwan
- C. a. timorensis Mayr, 1944 – Kleine Sundainseln
- C. a. undulatus Mayr, 1944 – Kleine Sundainseln

## Lebensweise
Die Nahrung besteht aus fliegenden Insekten wie Nachtfaltern, Käfern, Fangschrecken, Termiten und Ameisen, die im Fluge gejagt werden. Sie trinkt im Fluge aus Tümpeln.
Die Brutzeit liegt in Pakistan zwischen Juni und Juli, in Indien und dem Himalaya zwischen April und August, auf den Philippinen zwischen Mai und März, auf Java zwischen März und Dezember. Die meist zwei blass bis deutlich lachsfarbenen, gepunkteten und dunkelrot gefleckten Eier werden direkt ohne Nest auf den Erdboden gelegt und von beiden Eltern bebrütet.

## Gefährdungssituation
Die Savannennachtschwalbe gilt als „nicht gefährdet“ (least concern).